# 维莱尔 (卢瓦尔省)
维莱尔（法語：Villers）是法国卢瓦尔省的一个市镇，属于罗阿讷区（Roanne）沙尔利厄县（Charlieu）。该市镇总面积5.73平方公里，2009年时的人口为567人。

## 人口
维莱尔人口变化图示